# تووني
تووني أو تويني تسمى رسميًا العملة الكندية ذات الدولارين (بالفرنسية: pièce de 2 dollars canadiens)‏ الملقب بـ deux piastres أو deux piastres rond هي عملة معدنية قدمت في 19 فبراير 1996، من قبل وزيرة الأشغال العامة ديان مارلو، واعتبارًا من 2023 إنها تمتلك أعلى قيمة نقدية لأي عملة كندية متداولة، وهي عملة معدنية ثنائية المعدن تحمل على الجانب الخلفي صورة دب قطبي للفنان برنت تاونسند، وعلى الوجه، صورة للملكة إليزابيث الثانية، تحتوي على الكلمات (ELIZABETH II / D.G. REGINA ‏) بخط مختلف عن أي عملة كندية أخرى.
صُنعّت العملة باستخدام آلية قفل العملات المعدنية المميزة الحاصلة على براءة اختراع. من المتوقع أن تستمر العملات المعدنية لمدة 20 عامًا، وكانت الورقة النقدية المتوقفة بقيمة دولارين أقل تكلفة في التصنيع ولكنها استمرت لمدة عام واحد فقط. في 10 أبريل 2012، أعلنت دار سك العملة الملكية الكندية (RCM) عن تغييرات في التصميم على عملتي لووني وتووني، والتي تتضمن ميزات أمنية جديدة.
تتكون العملات المعدنية التي سُكت قبل عام 2012 من قلب داخلي من البرونز والألومنيوم مع حلقة خارجية من النيكل النقي. ولكن في مارس ومايو 2012، تحول تكوين اللب الداخلي إلى برونز الألومنيوم المطلي بطبقات متعددة من النحاس، وتحولت الحلقة الخارجية إلى الفولاذ المطلي بالنيكل متعدد الطبقات. وانخفض الوزن من 7.30 إلى 6.92 غم، وتغير سمك من 1.8 إلى 1.75 مم. وصرحت دار سك العملة إن تكنولوجيا الفولاذ المطلي متعدد الطبقات، المستخدمة في العملات المعدنية الأصغر حجمًا في كندا، تنتج توقيعًا كهرومغناطيسيًا يصعب تزويره مقارنة بالعملات المعدنية العادية؛ كما أن استخدام الفولاذ غير مكلف ويتجنب التقلبات في سعر.

## تسمية
"Toonie" هي كلمة مركبة تجمع بين الرقم 2 (two) واسم لووني العملة الكندية ذات الدولار الواحد، وتقرأ أحيانًا "twonie" أو "twoonie"، لكن الصحف الكندية ودار سك العملة الملكية الكندية تستخدم التهجئة "toonie".
جاك إيراك أناواك، عضو البرلمان من نوناتسياك (الدائرة الانتخابية التي تمثل ما يعرف الآن بإقليم نونافوت)، اقترح اسم "نانوك" [نانوك، الدب القطبي] تكريمًا للإنويت وثقافتهم الشمالية؛ ومع ذلك، فقد مر هذا الاقتراح دون أن يلاحظه أحد.
أصبح اسم "تووني (بالإنجليزية: toonie)‏" مقبولًا على نطاق واسع لدرجة أنه في عام 2006، حصلت دار سك العملة الملكية الكندية على حقوقه. وأسفرت المنافسة على تسمية الدب عن اسم "تشرشل"، في إشارة إلى ونستون تشرشل وإلى مشاهدات الدب القطبي الشائعة في تشرشل، مانيتوبا.

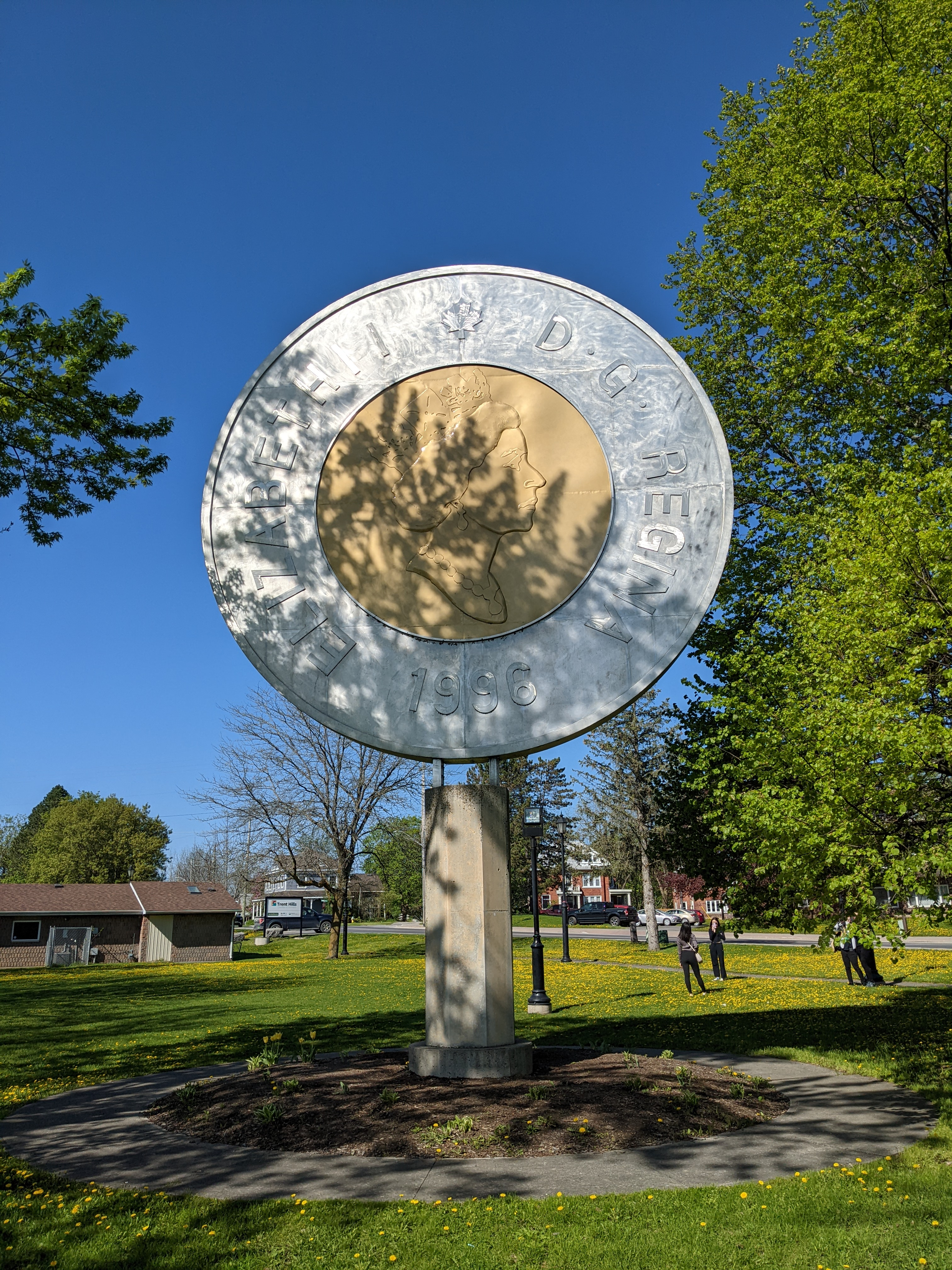
الجانب الآخر من نصب تووني العملاق التذكاري في كامبلفورد، أونتاريو

## سك العملات لأول مرة
| سنة  | سمة                   | سك النقود | سعر الإصدار  |
| ---- | --------------------- | --------- | ------------ |
| 2005 | الدب القطبي           | 2,375     | 14.95 دولارًا |
| 2006 | الذكرى العاشرة لتووني | 5000      | 15.95 دولارًا |
| 2006 | علامة سك جديدة        | 5000      | 29.95 دولارًا |